# Római katolikus templom (Bükkszentkereszt)
Bükkszentkereszt római katolikus temploma a Kossuth utca 23-ban áll.

## Története
Az akkor még Újhutának nevezett falu lakosságának  nagy többsége mindig katolikus volt, mivel a koronauradalomban csak római katolikus munkásokat alkalmaztak. A falunak először Simonides János, a huta bérlője emeltetett egy kápolnát fából; a kápolnába saját költségén szlovák nyelvű papot hozatott. Ez az építmény 22 évet bírt ki, aztán az egyik vasárnapi szentmise után a hívek szeme láttára összeomlott. Oltárát Répáshutára vitték, örökmécsese a község múzeumába került.
A fa kápolna helyén 1800–1801-ben kőtemplomot emeltek. Alapkövét 1800. március 3-án rakták le, és egy év múlva, 1801 húsvétvasárnapján szentelték fel a Szent Kereszt felmagasztalása tiszteletére. Az üvegcsillárt 1887-ben a Bükk utolsó üveggyárosa ajándékozta a templomnak.
Tornya eredetileg fából épült, de egy villámcsapás eredményeként leégett, ezért később téglából építették újjá. A harangokat a templomkertben állított haranglábon helyezték el. A két eredeti, rézből öntött harangot az első világháborúban leszerelték, hogy ágyút öntsenek belőlük.

## Az épület
Az építmény barokk stílusú.
Belső berendezésének nagy részét:
- a szószéket,
- a Mária-oltárt és
- az orgonát

a koronauradalom ajándékaként az 1786-ban feloszlatott pálos rend diósgyőri kolostorából hozták át. Így került ide a. Különlegességnek számít a szószék, aminek oldalán a négy evangélistát eredeti ruházatuktól eltérően, a pálosok fehér öltözetében ábrázolták az azt készítő sajóládi pálos szerzetesek.
Főoltára Szent Kereszt felmagasztalását ábrázolja. 614-ben Khozroész perzsa király Fokiosz görög császárt a harcban legyőzve, bevonult Jeruzsálembe. Kifosztotta a várost és az Úr szent keresztjének darabját elvitte Perzsiába. Ez az esemény izgalomba hozta egész Perzsiát és nem jó előjelnek tekintették. Khozroész tisztelettel bánt a szent ereklyével. 628-ban a király utóda Sziroész békét kötött Hérakleiosz császárral és visszaadta a szent keresztet. A császár Jeruzsálemben fogadta a szent ereklyét. Ziszimász pátriárka intelmére, levetve császári díszöltönyét, egyszerű ruhában, mezítláb vitte be a szent keresztet a templomba, hiszen az élet Ura, Jézus Krisztus a kereszten egészen szegényen, minden ékességétől megfosztva adta oda életét értünk. 
A templom kertjében temették el a falut felvirágoztató Simonides Jánost.